# Coliseo Julio César Hidalgo
El coliseo Julio Cesar Hidalgo es un Coliseo situado en Quito, Ecuador. Tiene capacidad para 5340 personas. Fue construido en 1953 y actualmente es administrado por la Concentración Deportiva del Pichincha.
Está ubicado en la Avenida Olmedo entre las calles Pedro Fermín Cevallos, Pichincha y Manabí. Actualmente es usado para eventos religiosos, conciertos, y algunos eventos deportivos en ocasiones especiales.
Según Victoria Molina, administradora del Coliseo, fue fundado en el año de 1953. La cubierta es de hierro, comprada una parte a la Compañía Shell y la otra a la FAE. Como era sociedad anónima, los pioneros y mayores accionistas fueron: el Dr. Eduardo Salazar Gómez, el Dr. José María Falconí (presidente del directorio), el Dr. Frank y el señor Charles Bellow, entre otros.
El Mayor Bolívar Cevallos, uno de los primeros gerentes, recuerda que cuando el Coliseo se inauguró, todavía estaba en construcción. Se realizó una exhibición de tenis con Pancho Segura y algunos deportistas americanos. Cuando se terminó de construir se realizaron varios programas y espectáculos como la presentación de varios artistas nacionales e internacionales. Para todos los eventos el valor de luneta era de 25 sucres y general costaba 10 sucres, precio que variaba en eventos internacionales.
Este coliseo es una joya arquitectónica ubicado en la calle Olmedo (entre las calles Pedro Fermín Cevallos, Pichincha y Manabí).  Es un referente no solo del barrio La Tola, sino de Quito y del país entero. Fue el primer escenario deportivo del país. Se han presentado artistas como: Ernesto Albán y sus estampas quiteñas y varios intérpretes de la música nacional. También se  han realizado grandes festivales musicales que fueron y son hasta hoy parte del coliseo. Los moradores de la Tola manifiestan: “no olvidaremos nunca la música nacional con Benítez y Valencia, Miño Naranjo, las hermanas Mendoza Suasti, Los Brillantes; todos llenaban el Coliseo Julio Cesar Hidalgo”. También se realizaban reuniones políticas con la presencia de algunos presidentes de la república y otras personalidades.